# Đền Thái
Đền Thái nằm trên một ngọn đồi thấp có tên là Đồi Đình thuộc thôn Trại Lốc, xã An Sinh, thành phố Đông Triều, tỉnh Quảng Ninh. Đền được xây dựng từ thời Trần và là nơi thờ ba vị vua đầu tiên của triều Trần là Trần Thái Tổ (Trần Thừa- Bố của Trần Thái Tông, được vua Trần Thái Tông tôn lên làm Thượng Hoàng), Trần Thái Tông và Trần Thánh Tông.
Trải qua thời gian dài bị thiên nhiên và chiến tranh huỷ hoại, tàn phá, đền chỉ còn là phế tích. Năm 1993, nhân dân trong vùng xây dựng lại ngôi đền nhỏ như ngày nay và đặt tên chữ là Đại Vương đền, tên thường gọi là đền Thái.
1. ↑  "Quyết định 2383/QĐ-TTg năm 2013 xếp hạng di tích quốc gia đặc biệt". Thư viện pháp luật.